# David Honey
David John Honey (geboren am 18. April 1958 in Mount Barker, Westaustralien) ist ein australischer Chemiker, Manager und Politiker der Liberal Party. Er ist seit März 2018 Mitglied der Legislativversammlung, dem Unterhaus von Westaustralien.

## Werdegang
Honey studierte Chemie an der Universität von Westaustralien und erwarb dort einen Bachelor with Honours sowie nachfolgend einen Doktortitel. Anschließend wurde Honey für den Aluminiumhersteller Alcoa tätig, vor seinem Wechsel in die Politik war er der für die Behandlung von Rückständen weltweit zuständige Manager. Seit 2012 saß er außerdem dem Kwinana Industries Council vor, einem Interessensverband von in Kwinana und Rockingham ansässigen Industrieunternehmen.

## Politik
Honey war von 1994 bis 1997 Parteipräsident der Liberalen. Bei der durch den Rückzug von Colin Barnett notwendig gewordenen Nachwahl kandidierte er für dessen freigewordenen Sitz im Wahlkreis Cottesloe. Hier konnte er sich am 17. März 2018 mit deutlichem Vorsprung vor Greg Boland von den Grünen durchsetzen. Labor hatte in dem für die Liberalen als sicher (englisch blue ribbon) geltenden Wahlkreis keinen Kandidaten aufgestellt. Im Parlament ist Honey das für Fragen der Wasserversorgung zuständige Mitglied des Schattenkabinetts.

## Privates
Honey ist verheiratet und hat sechs Kinder. Er lebt seit Mitte der 1980er-Jahre in Cottesloe, wo er auch aktives Mitglied der örtlichen Surf-Life-Saving-Gruppe ist.